# Narbounis
Le Narbounis est un cours d'eau de France, affluent de la Mare.

## Géographie
Le Narbounis prend sa source sur la commune de Saint-Gervais-sur-Mare dans l'Hérault.
Long de 5 kilomètres, il se jette dans la Mare également à Saint-Gervais-sur-Mare.